# Art Cologne
Art Cologne est une foire d'art contemporain qui se tient chaque année à Cologne, en Allemagne. Elle a été créée en 1967 sous le nom de Kölner Kunstmarkt. La foire dure six jours et rassemble des galeries de plus de vingt pays au Centre des expositions de Cologne. Elle est ouverte au public et attire environ 60 000 visiteurs.

## Contexte
L'Art Cologne a été la première foire d'art organisée par et pour des galeries d'art pour exposer et vendre de l'art moderne et contemporain. Ce type de foire d'art, né d'une idée d'un marchand allemand, Rudolf Zwirner, va s'imposer, se distinguant des manifestations commerciales d'art précédentes, dans lesquelles les artistes eux-mêmes commercialisaient leurs œuvres directement auprès du public.  
Dans les années 1960, avec Bonn comme nouvelle capitale de l'Allemagne depuis 1949, la Rhénanie devient de plus en plus une plaque tournante pour l'économie en Europe occidentale.

## Historique
Le Kölner Kunstmarkt a été fondé par les galeristes Hein Stünke et Rudolph Zwirner en 1967 pour tenter de redynamiser le marché de l'art contemporain. La première édition a été organisée dans la salle des fêtes Gürzenich, dans la partie médiévale de la ville. L'année suivante, la Kunsthalle Köln devient un site supplémentaire d'exposition. La foire contribue à faire de Cologne un lieu important pour l'art contemporain. Un marchand ouest-allemand et un artiste ouest-allemand établissent de nouveaux records commerciaux lors de l'édition 1969 du Kölner Kunstmarkt : le galeriste René Block vend une œuvre de Joseph Beuys à 110 000 DM, faisant de Beuys le premier artiste ouest-allemand à franchir cette barre des cent mille. En 1974, Art Cologne déménage pour s'installer dans les halls d'exposition du quartier de Deutz. À cette occasion, le nom est changé en Internationaler Kunstmarkt (IKM). Entre 1976 et 1983, la foire alterne entre Cologne et Düsseldorf et commence à établir ses références internationales. Le nom actuel d'Art Cologne est adopté en 1984. En 1994, la foire est rachetée par l'organisateur Koelnmesse ; le nombre d'exposants passe à 323 cette année-là,,,.
Un prix est décerné depuis 1988, lors de cette manifestation, à une personnalité qui s'est distinguée dans la promotion de l'art moderne et contemporain. 
Avec l'augmentation du nombre de foires d'art, l'importance de cette manifestation se réduit un peu. Dans les années 2000, Art Cologne perd des exposants et des collectionneurs au profit d'événements concurrents à Londres, Bâle, Berlin et Miami. Une série de remèdes - événements spéciaux et expositions, prix et animations promotionnels - sont imaginés pour rajeunir la foire, mais ils s'avèrent peu efficaces. En 2007, la foire est déplacée de l'automne au mois d'avril pour éviter qu'elle ne coïncide avec d'autres événements. Pourtant, Art Cologne n'attire que 60 000 visiteurs cette année-là, soit 10 000 de moins qu'en 2006, et l'édition 2008 ne réunit que 55 000 visiteurs.   

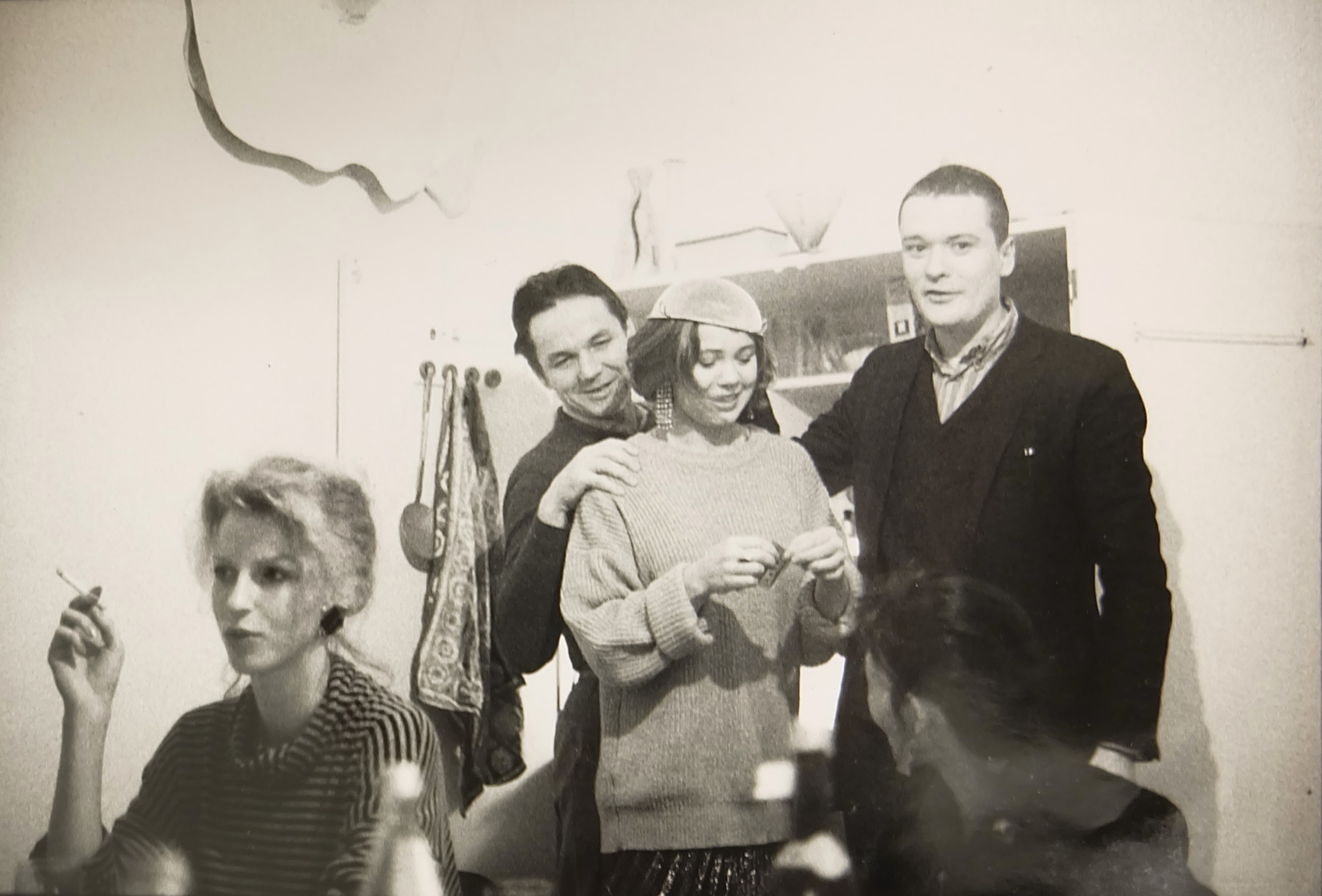
Une galerie en 1984
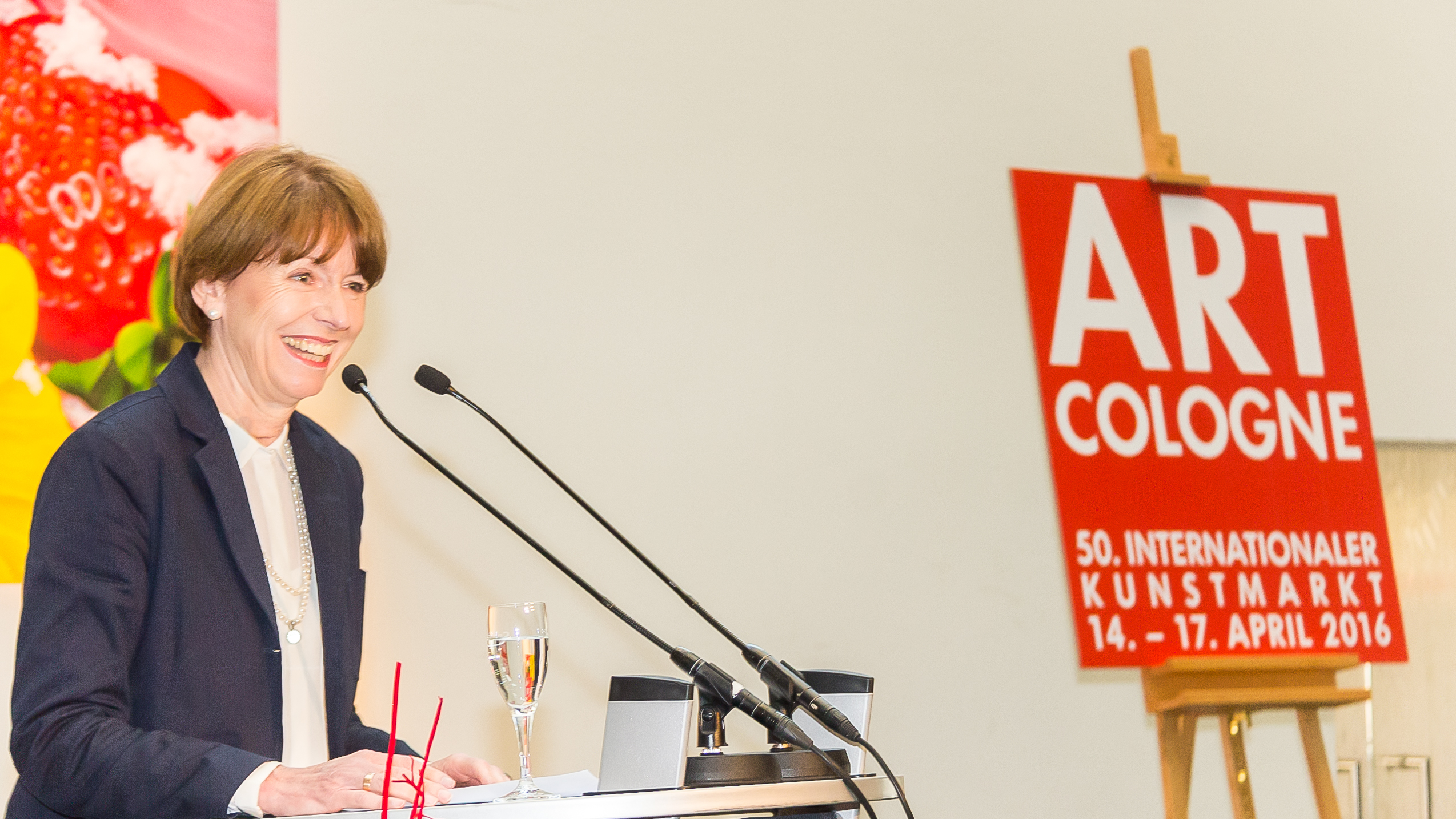
L'attribution du prix en 2016
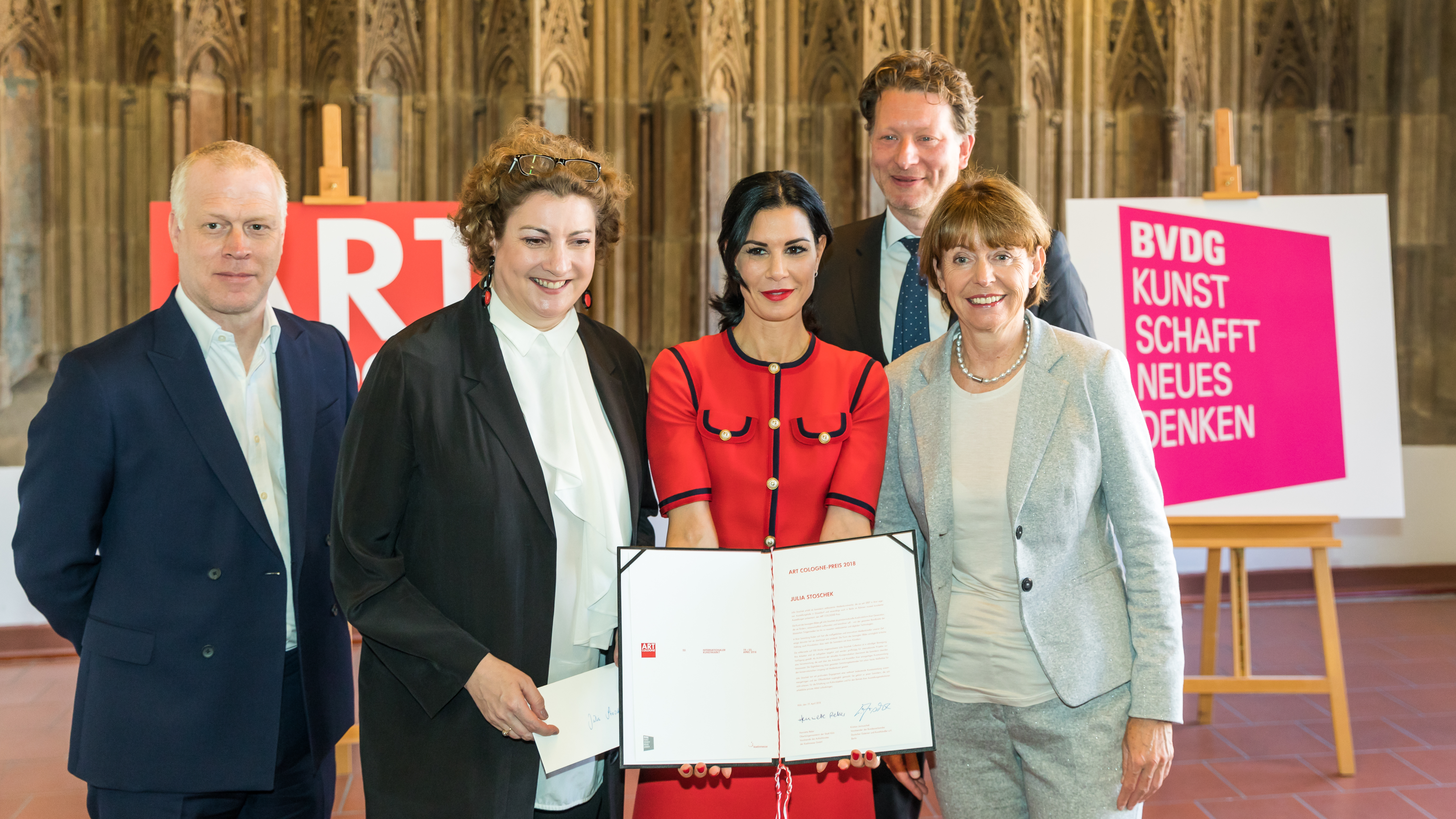
L'attribution du prix en 2018 (à Julia Stoschek)